# 阿米尔·鲍伯特
阿米尔·鲍伯特（希伯來語：‎，1974年—）是一位以色列记者与军事评论员，毕业于巴伊兰大学，现为Walla!新闻网的军事编辑，主要作品有《独霸中东：以色列的军事强国密码》（The Weapon Wizards: How Israel Became a High-Tech Military Superpower，与雅科夫·卡茨合著）等。